# Wamena
Wamena ist die Hauptstadt der Provinz Papua Pegunungan im indonesischen Teil der Insel Neuguinea (früher auf Indonesisch: Irian Jaya).

## Geographische Lage
In der Stadt lebten (Stand: 2010) 31.724 Einwohner. Bezeichnet wird sie gern als letzte Versorgungsstation vor „der Wildnis“. Übersetzt aus der Sprache der Dani soll Wamena „Ort der Schweine“ heißen. Wamena liegt im Baliem-Tal, einem Hochtal auf etwa 1900 m Höhe über dem Meeresspiegel. Es erstreckt sich über 12 km Breite und etwa 50 km Länge. Das Umland hat Hochgebirgscharakter mit Gipfeln von über 4000 m Höhe.
Etwa 50.000 Menschen – zumeist Dani, Lani und Yali – siedeln im Tal. Etwa 15 mal so viele Bergpapuas anderer Stämme verstreuen sich im umliegenden Hochland. Expeditionen zu den Volksstämmen der Region starten zumeist in Wamena.

## Geschichte, Wirtschaft und Tourismus
1958 wurde von Wamena als Siedlungspunkt erstmals Notiz genommen, als Niederländer im Baliem-Tal mit ihren ersten missionarischen Tätigkeiten begannen. Bis Anfang der 1980er-Jahre war die Siedlung ein kleiner Dani-Weiler. Erreichbar ist das Baliem-Tal über ein bei Wamena geschaffenes Flugfeld. Seither ist die Bevölkerung nicht mehr allein auf die kargen landwirtschaftlichen Erträge angewiesen, die das Hochland abwarf. Salz und Zucker werden ebenso eingeflogen, wie Baustoffe (Glas, Zement) oder Wohnstoffe (Mobiliar, Wellblech), Autos und Benzin.

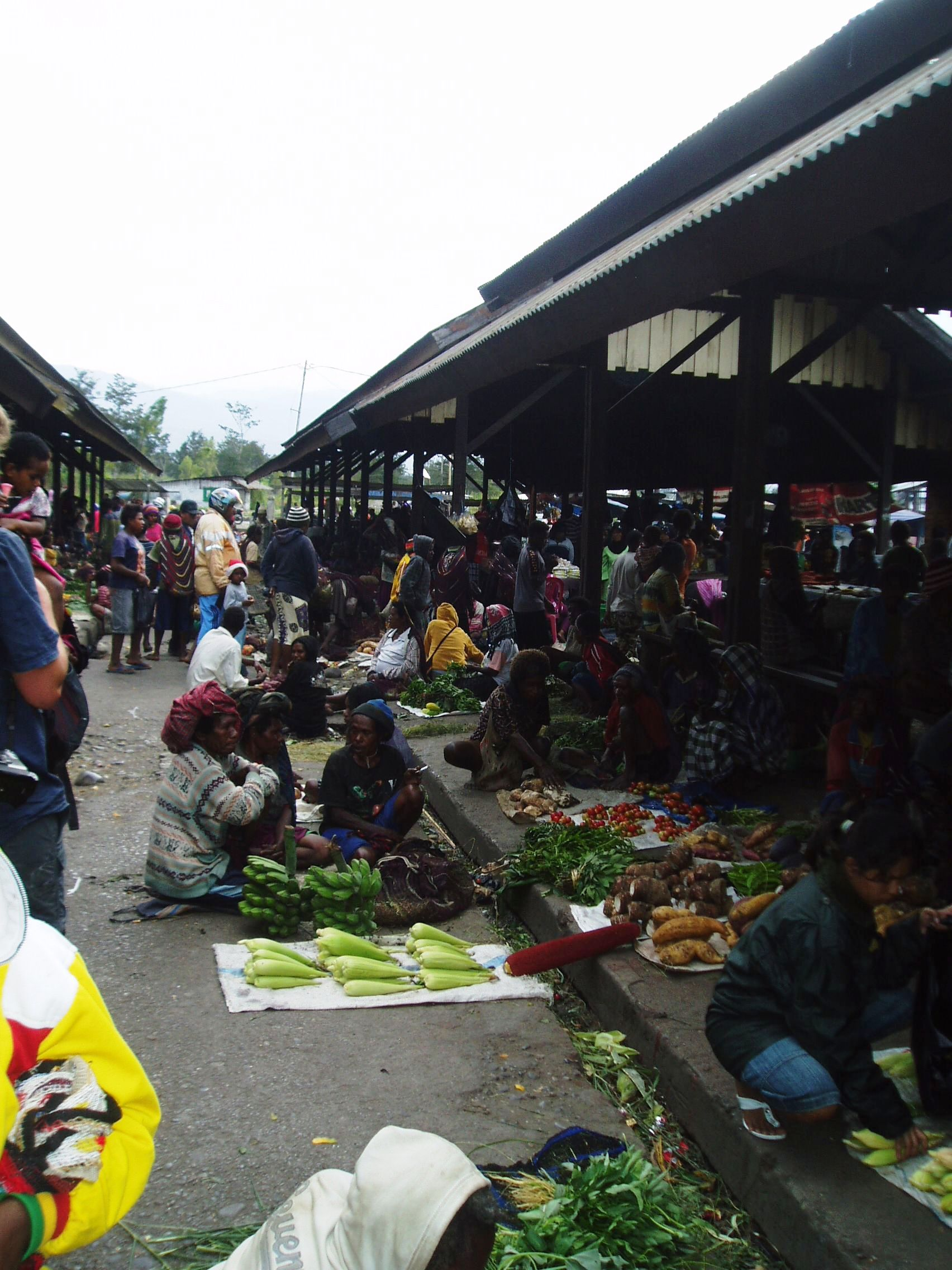
Basar

Auf dem Markt werden vornehmlich die landwirtschaftlichen und handwerklichen Produkte der Gegend angeboten. Der Markt hat aber auch als Kommunikationszentrum Bedeutung, denn er wird zum Austausch von Nachrichten genutzt. Die Dani verkaufen vornehmlich Obst, Gemüse und andere Naturprodukte. Sulawesische Makassarihändler hingegen sind Spezialisten für kunst- und nutzgewerblichen Produkte, wie Steinäxte, Armbänder und Penisfutterale, Noken und Pfeil und Bogen. Da es an Ingenieursleistungen und Schwerindustrie bisher fehlt, liegt Wamena noch immer recht isoliert.

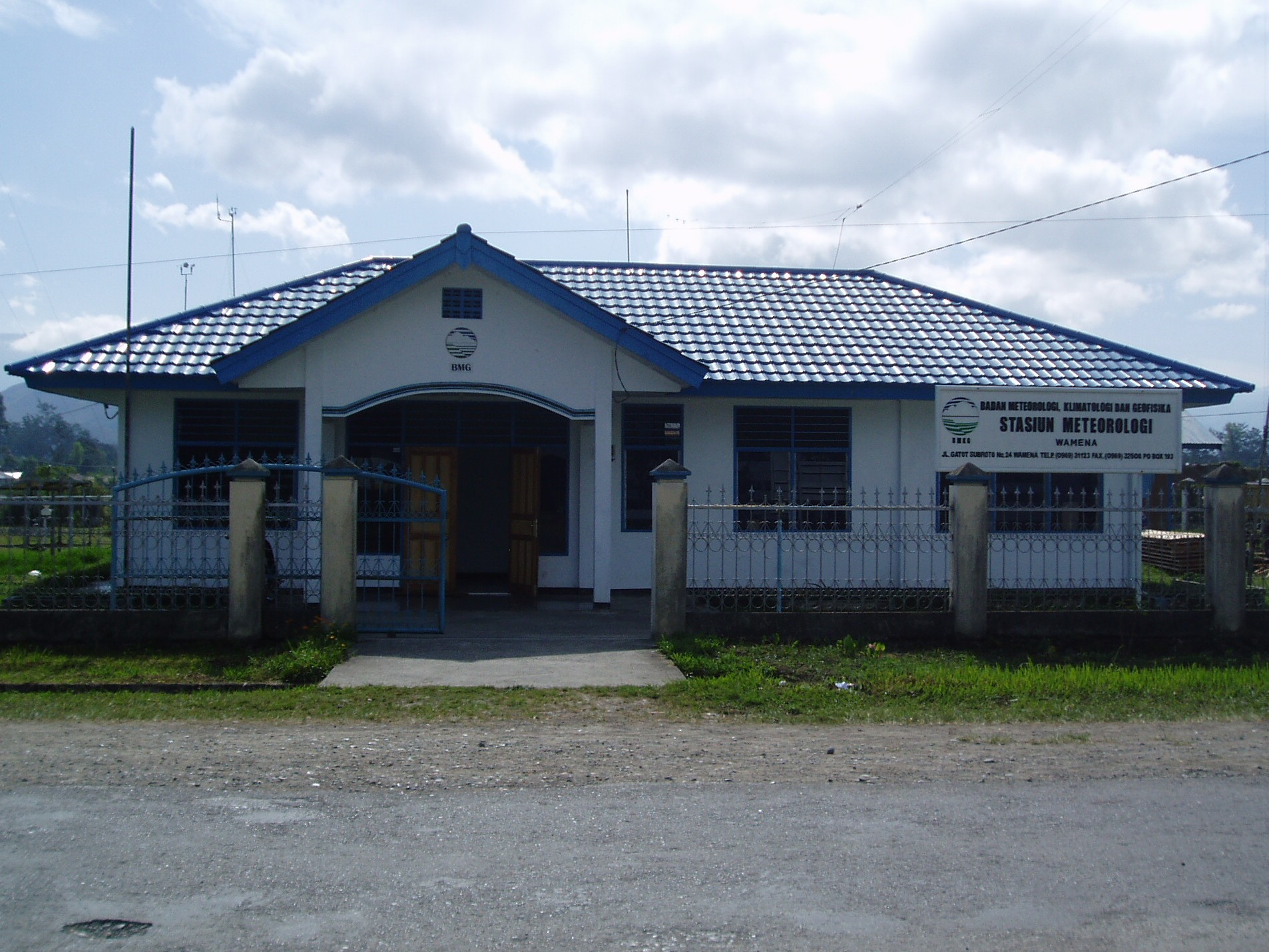
Wetterstation

Nachdem das Baliem-Tal 1938 entdeckt worden war, konnte Wamena als Zentrum zunehmend Wachstum verzeichnen. Insbesondere ist das bedingt durch den steigenden Anteil des Wandertourismus. Zu den Expeditions- und Ausflugszielen gehören beispielsweise Sinatma, ein kleines Dorf, das mit einer Lianen-Hängebrücke ausgerüstet ist, oder Jiwika, das Salzquellenvorkommen aufweist. Das Dorf Akima ist für seine Mumienschauen bekannt und Kontilola Cave für seine Karsthöhlen. Schließlich verdient Erwähnung noch die Siedlung Danau Habbema, bei der ein See auf einem Hochplateau liegt und dessen Bergpanorama Bergfreunde anzieht.